# Cantón de Lisieux-3
El cantón de Lisieux-3 era una división administrativa francesa, que estaba situada en el departamento de Calvados y la región de Baja Normandía.

## Composición
El cantón estaba formado por doce comunas, más una fracción de la comuna que le daba su nombre:
- La Boissière
- La Houblonnière
- Le Mesnil-Eudes
- Le Mesnil-Simon
- Le Pré-d'Auge
- Les Monceaux
- Lessard-et-le-Chêne
- Lisieux (fracción)
- Prêtreville
- Saint-Désir
- Saint-Germain-de-Livet
- Saint-Jean-de-Livet
- Saint-Pierre-des-Ifs

## Supresión del cantón de Lisieux-3
En aplicación del Decreto n.º 2014-160 de 17 de febrero de 2014, el cantón de Lisieux-3 fue suprimido el 22 de marzo de 2015 y sus 13 comunas pasaron a formar parte; las doce comunas del nuevo cantón de Mézidon-Canon y la fracción de la comuna que le daba su nombre pasó a formar parte del nuevo cantón de Lisieux.